# Ehrharta
Ehrharta és un gènere de plantes de la família de les poàcies, ordre de les poals, subclasse de les commelínides, classe de les liliòpsides, divisió dels magnoliofitins.

## Taxonomia
| - Ehrharta abyssinica Hochst. - Ehrharta acuminata (R. Br.) Spreng. - Ehrharta adscendens Schrad. - Ehrharta aemula Schrad. - Ehrharta aphylla Schrad. - Ehrharta aphylla var. fasciculata Stapf - Ehrharta aphylla var. filiformis Nees - Ehrharta aristata Thunb. - Ehrharta auriculata Steud. - Ehrharta avenacea Willd. ex Schult. i Schult. f. - Ehrharta banksii J.F.Gmel. - Ehrharta barbinodis Nees ex Trin. - Ehrharta brachylemma Pilg. - Ehrharta brevifolia Schrad. - Ehrharta brevifolia var. adscendens Nees - Ehrharta brevifolia var. brevifolia - Ehrharta brevifolia var. cuspidata Nees - Ehrharta bulbosa Sm. - Ehrharta calycina Sm. - Ehrharta calycina var. adscendens (Schrad.) Nees - Ehrharta calycina var. angustifolia Kunth - Ehrharta calycina var. calycina - Ehrharta calycina var. versicolor (Schrad.) Stapf - Ehrharta capensis Thunb. - Ehrharta cartilaginea Sm. - Ehrharta caudata A. Gray - Ehrharta colensoi Hook. f. - Ehrharta contexta F. Muell. - Ehrharta deflexa Pignatti - Ehrharta delicatula Stapf - Ehrharta diarrhena F. Muell. - Ehrharta diffusa Mez - Ehrharta digyna Thunb. - Ehrharta diplax F. Muell. - Ehrharta diplax var. diplax - Ehrharta diplax var. giulianettii (Stapf) L.P.M. Willemse - Ehrharta distichophylla Labill. - Ehrharta dodii Stapf - Ehrharta drummondiana (Nees) Steud. - Ehrharta dura Nees ex Trin. - Ehrharta eburnea Gibbs.-Russ. - Ehrharta eckloniana Schrad. ex Schult. & Schult. f. - Ehrharta erecta Lam. Originària d'Àfrica. - Ehrharta erecta var. abyssinica (Hochst.) Pilg. - Ehrharta erecta var. erecta - Ehrharta erecta var. natalensis Stapf - Ehrharta festucacea Willd. - Ehrharta filiformis(Nees) Mez - Ehrharta geniculata(Thunb.) Thunb. - Ehrharta gigantea (Thunb.) Thunb. - Ehrharta gigantea var. neesii Stapf - Ehrharta gigantea var. stenophylla Stapf - Ehrharta godefroyi C. Cordem. - Ehrharta hispida P. Beauv. ex Steud. - Ehrharta juncea (R. Br.) Spreng. - Ehrharta laevis (R. Br.) Spreng. - Ehrharta laxiflora Schrad. - Ehrharta longiflora Sm. - Ehrharta longiflora var. eckloniana (Schrad. ex Schult. & Schult. f.) Nees - Ehrharta longiflora var. longiseta (Schrad.) Nees - Ehrharta longiflora var. urvilleana (Kunth) Nees - Ehrharta longifolia Schrad. - Ehrharta longifolia var. longifolia - Ehrharta longifolia var. robusta Stapf - Ehrharta longigluma C.E. Hubb. - Ehrharta longiseta Schrad. - Ehrharta microlaena Nees ex Trin. - Ehrharta mnemateia L. f. - Ehrharta mnemateia var. longiseta Nees - Ehrharta mnemateia var. mucronata Nees - Ehrharta mnemateia var. mutica Nees - Ehrharta nutans Lam. - Ehrharta oreophila (D.I. Morris) L.P.M. Willemse - Ehrharta oreophila var. minor (D.I. Morris) L.P.M. Willemse - Ehrharta oreophila var. oreophila - Ehrharta ottonis Kunth ex Nees | - Ehrharta ovata Nees - Ehrharta panicea Sm. - Ehrharta panicea var. cuspidata Nees - Ehrharta panicea var. minor Nees - Ehrharta panicea var. purpurascens Nees - Ehrharta paniciformis Nees ex Trin. - Ehrharta penicillata C. Cordem. - Ehrharta pilosa Willd. ex Steud. - Ehrharta punicea J.F. Gmel. - Ehrharta pusilla Nees ex Trin. - Ehrharta pusilla var. adscendens Nees - Ehrharta pusilla var. erecta Nees - Ehrharta pusilla var. geniculata Nees - pusilla var. inaequiglumis Rendle - Ehrharta pusilla var. uncialis Nees - Ehrharta ramosa (Thunb.) Thunb. - Ehrharta ramosa var. aphylla (Schrad.) E. Gluckman - Ehrharta ramosa subsp. aphylla (Schrad.) Gibbs.-Russ. - Ehrharta ramosa var. mucronata Nees - Ehrharta ramosa var. ramosa - Ehrharta ramosa subsp. ramosa - Ehrharta ramosa var. tuberosa Nees - Ehrharta rehmannii Stapf - Ehrharta rehmannii var. filiformis Stapf - Ehrharta rehmannii subsp. filiformis(Stapf) Gibbs.-Russ. - Ehrharta rehmannii var. filiformis Stapf - Ehrharta rehmannii subsp. rehmannii - Ehrharta rehmannii var. rehmannii - Ehrharta rehmannii subsp. subspicata (Stapf) Gibbs.-Russ. - Ehrharta rupestris Nees ex Trin. - - Ehrharta rupestris subsp. dodii (Stapf) Gibbs.-Russ. - Ehrharta rupestris subsp. rupestris - Ehrharta rupestris subsp. tricostata (Stapf) Gibbs.-Russ. - Ehrharta schlechteri Rendle - Ehrharta setacea Nees - - Ehrharta setacea subsp. disticha Gibbs.-Russ. - Ehrharta setacea subsp. scabra (Stapf) Gibbs.-Russ. - Ehrharta setacea subsp. setacea - Ehrharta setacea var. strobilifera Nees - Ehrharta setacea subsp. uniflora (Burch. ex Stapf) Gibbs.-Russ. - Ehrharta stipoides Labill. - Ehrharta stipoides var. breviseta (Vickery) Willemse - Ehrharta stipoides var. stipoides - Ehrharta stricta Nees ex Trin. - Ehrharta subspicata Stapf - Ehrharta tasmanica (Hook. f.) L.P.M. Willemse - Ehrharta tasmanica var. subalpina (F. Muell. ex Benth.) L.P.M. Willemse - Ehrharta tasmanica var. tasmanica - Ehrharta tenacissima (Nees) Steud. - Ehrharta tenella Spreng. - Ehrharta thomsonii Petrie - Ehrharta thunbergii Gibbs.-Russ. - Ehrharta triandra Nees ex Trin. - Ehrharta tricostata Stapf - Ehrharta trochera Schrad. - Ehrharta undulata Nees ex Trin. - Ehrharta undulata var. adscendens (Schrad.) Nees - Ehrharta undulata var. calycina (Sm.) Nees - Ehrharta undulata var. elatior Nees - Ehrharta undulata var. geniculata Nees - Ehrharta undulata var. intermedia Nees - Ehrharta undulata var. laxiflora (Schrad.) Nees - Ehrharta undulata var. pumila Nees - Ehrharta undulata var. submutica Nees - Ehrharta uniflora Burch. ex Stapf - Ehrharta uniglumis F. Muell. - Ehrharta urvilleana Kunth - Ehrharta varicosa Nees ex Trin. - Ehrharta versicolor Schrad. - Ehrharta versicolor var. minor Nees - Ehrharta villosa Schult. & Schult. f. - Ehrharta villosa var. maxima Stapf - Ehrharta villosa var. villosa - Ehrharta virgata Launert |